# Sława
Sława (in tedesco Schlawa) è un comune urbano-rurale polacco del distretto di Wschowa, nel voivodato di Lubusz.
Ricopre una superficie di 326,78 km² e nel 2004 contava 12 144 abitanti.